# Dagno Siaka
Dagno Siaka (* 1. November 1987 in Abidjan) ist ein ehemaliger ivorischer Fußballspieler.

## Karriere

### Verein
Dagno Siaka erlernte das Fußballspielen in der Jugendmannschaft von Séwé FC in San-Pédro. Hier unterschrieb er auch seinen ersten Vertrag. Nach einem Jahr verließ er die Elfenbeinküste und ging nach Thailand. Hier unterzeichnete er einen langfristigen Vertrag beim damaligen Zweitligisten Muangthong United. Der Verein aus Pak Kret, einem nördlichen Vorort der Hauptstadt Bangkok, spielte in der Zweiten Liga, der Thai Premier League Division 1. In seinem ersten Jahr wurde er Meister der zweiten Liga und stieg somit in die erste Liga, der Thai Premier League, auf. Bis Mitte 2014 absolvierte er für Muangthong 113 Spiele und schoss dabei 35 Tore. Mit dem Verein wurde er dreimal thailändischer Meister. Im Juli 2014 wechselte er zum Ligakonkurrenten Police United. Der Verein aus Bangkok musste am Ende der Saison 2014 in die zweite Liga absteigen. Im darauffolgenden Jahr wurde Police Meister der zweiten Liga. Nachdem Police nach der Meisterschaft gesperrt wurde, wechselte er 2016 zu Khon Kaen United FC. Auch dieser Verein wurde für die Saison 2016 gesperrt. 2017, das letzte Jahr seiner Karriere, ging er zum Bangkok FC, einem Verein, der in der zweiten Liga, der Thai League 2, spielte. Nach Ende der Saison beendete er seine Karriere als Fußballspieler.

### Nationalmannschaft
2006 spielte Dagno Siaka achtmal für die  U-20-Nationalmannschaft der Elfenbeinküste.

## Erfolge
Muangthong United
- Kor-Royal-Cup-Sieger: 2010
- Thailändischer Zweitligameister: 2008  ▲
- Thailändischer Meister: 2009, 2010, 2012
- Thailändischer Pokalfinalist: 2010, 2011

Police United
- Thailändischer Zweitligameister: 2015

## Auszeichnungen
Thai Premier League
- Mittelfeldspieler des Jahres: 2013